# Cinquième circonscription du Loiret
La cinquième circonscription du Loiret est l'une des six circonscriptions législatives françaises que compte le département du Loiret (région Centre-Val de Loire). Elle est créée en 1958 et modifiée en 1986 et en 2009.
Elle est représentée dans la XVIIe législature par Anthony Brosse, député Renaissance.

## Histoire
La cinquième circonscription est créée pour les élections législatives françaises de 1988 par l'intermédiaire de la loi no 86-1197 du 24 novembre 1986 paru au journal officiel de la République française du 24 novembre 1986.
Elle est modifiée par l'ordonnance no 2009-935 du 29 juillet 2009, ratifiée par le Parlement français le 21 janvier 2010 dans le cadre du projet de redécoupage des circonscriptions législatives françaises.
À la suite du redécoupage des circonscriptions législatives, la circonscription perd deux cantons. Celui de Ferrières-en-Gâtinais rejoint la 4e circonscription du Loiret tandis que celui de Lorris rejoint la 6e circonscription du Loiret. Ce nouveau découpage s'applique pour la première fois à l'occasion des élections législatives de 2012.
Jean-Paul Charié est élu pour la première fois en 1981 pour la VIIe législature, et sera continuellement réélu jusqu'à sa mort le 3 novembre 2009. Marianne Dubois, sa suppléante lors des élections législatives de 2007 lui a succédé et assure la fin de la XIIIe legislature. Elle est élue en son nom lors des élections législatives suivantes, en 2012.

## Géographie
La cinquième circonscription du Loiret, dite Fleury-Pithiviers, représente le nord du département. Elle regroupe huit cantons répartis sur 3 arrondissements :
| Canton             | Arrondissement | Superficie (km²) | Population (2006) |
| ------------------ | -------------- | ---------------- | ----------------- |
| Beaune-la-Rolande  | Pithiviers     | 224,84           | 9 948             |
| Bellegarde         | Montargis      | 150,16           | 6 862             |
| Fleury-les-Aubrais | Orléans        | 38,97            | 22 657            |
| Malesherbes        | Pithiviers     | 210              | 11 499            |
| Neuville-aux-Bois  | Orléans        | 247,9            | 14 502            |
| Outarville         | Pithiviers     | 301,8            | 8 743             |
| Pithiviers         | Pithiviers     | 338,11           | 22 858            |
| Puiseaux           | Pithiviers     | 123,02           | 6 876             |
| TOTAL              | TOTAL          | 1634,8           | 103 945           |

### Députés successifs
| Législature | Début de mandat | Fin de mandat  | Député           | Parti politique | Observations |
| ----------- | --------------- | -------------- | ---------------- | --------------- | --- |
| Ire         | 9 décembre 1958 | 9 octobre 1962 | Pierre Charié    | UDR             | Conseiller général de Pithiviers Mandat écourté à la suite d'une dissolution parlementaire décidée par Charles de Gaulle.                                                                         |
| IIe         | 6 décembre 1962 | 2 avril 1967   | Pierre Charié    | UDR             | Conseiller général de Pithiviers |
| IIIe        | 3 avril 1967    | 30 mai 1968    | Pierre Charié    | UDR             | Conseiller général de Pithiviers Mandat écourté à la suite d'une dissolution parlementaire décidée par Charles de Gaulle.                                                                         |
| IVe         | 11 juillet 1968 | 1er avril 1973 | Pierre Charié    | UDR             | Conseiller général de Pithiviers |
| Ve          | 2 avril 1973    | 2 avril 1978   | Gaston Girard    | RPR             | Conseiller général d'Ouzouer-sur-Loire |
| VIe         | 3 avril 1978    | 22 mai 1981    | Gaston Girard    | RPR             | Conseiller général d'Ouzouer-sur-Loire Mandat écourté à la suite d'une dissolution parlementaire décidée par François Mitterrand.                                                                 |
| VIIe        | 2 juillet 1981  | 1er avril 1986 | Jean-Paul Charié | UMP             | Conseiller municipal de Pithiviers |
| VIIIe       | 2 avril 1986    | 14 mai 1988    | Jean-Paul Charié | UMP             | Conseiller municipal de Pithiviers Proportionnelle par département, pas de député par circonscription. Mandat écourté à la suite d'une dissolution parlementaire décidée par François Mitterrand. |
| IXe         | 23 juin 1988    | 1er avril 1993 | Jean-Paul Charié | UMP             | Conseiller municipal de Pithiviers |
| Xe          | 2 avril 1993    | 21 avril 1997  | Jean-Paul Charié | UMP             | Conseiller municipal de Pithiviers Mandat écourté à la suite d'une dissolution parlementaire décidée par Jacques Chirac.                                                                          |
| XIe         | 12 juin 1997    | 18 juin 2002   | Jean-Paul Charié | UMP             | Conseiller municipal de Pithiviers |
| XIIe        | 19 juin 2002    | 19 juin 2007   | Jean-Paul Charié | UMP             | Conseiller municipal de Pithiviers |
| XIIIe       | 20 juin 2007    | 19 juin 2012   | Jean-Paul Charié | UMP             | Conseiller municipal de Pithiviers |
| XIVe        | 20 juin 2012    | 20 juin 2017   | Marianne Dubois  | LR              | Conseillère départementale de Pithiviers |
| XVe         | 21 juin 2017    | 21 juin 2022   | Marianne Dubois  | LR              | Conseillère départementale de Pithiviers |
| XVIe        | 22 juin 2022    | 9 juin 2024    | Anthony Brosse   | RE              | Mandat écourté à la suite d'une dissolution parlementaire décidée par Emmanuel Macron. |
| XVIIe       | 8 juillet 2024  | En cours       | Anthony Brosse   | RE              | |

## Résultats des élections

### Élections de 1988
| Candidat       | Candidat                       | Parti          | Premier tour | Premier tour | Second tour | Second tour |  |
| Candidat       | Candidat                       | Parti          | Voix         | %            | Voix        | %           |  |
| -------------- | ------------------------------ | -------------- | ------------ | ------------ | ----------- | ----------- |  |
|                | Jean-Paul Charié sortant réélu | RPR (URC)      | 26 342       | 49,5         | 31 667      | 57,64       |  |
|                | Françoise Mesnage              | PS             | 15 300       | 28,75        | 23 275      | 42,36       |  |
|                | André Chène                    | PCF            | 6 987        | 13,13        |             |             |  |
|                | Bernard Horsin                 | FN             | 4 587        | 8,62         |             |             |  |
|                |                                |                |              |              |             |             |  |
| Inscrits       | Inscrits                       | Inscrits       | 76 074       | 100,00       | 76 048      | 100,00      |  |
| Abstentions    | Abstentions                    | Abstentions    | 21 891       | 28,78        | 19 754      | 25,98       |  |
| Votants        | Votants                        | Votants        | 54 183       | 71,22        | 56 294      | 74,02       |  |
| Blancs et nuls | Blancs et nuls                 | Blancs et nuls | 967          | 1,78         | 1 352       | 2,4         |  |
| Exprimés       | Exprimés                       | Exprimés       | 53 216       | 98,22        | 54 942      | 97,6        |  |

Le suppléant de Jean-Paul Charié était Pierre Bauchet, proche du CDS, conseiller de gestion en agriculture.

### Élections de 1993
| Candidat       | Candidat                       | Parti          | Premier tour | Premier tour | Second tour | Second tour |  |
| Candidat       | Candidat                       | Parti          | Voix         | %            | Voix        | %           |  |
| -------------- | ------------------------------ | -------------- | ------------ | ------------ | ----------- | ----------- |  |
|                | Jean-Paul Charié sortant réélu | RPR (UPF)      | 25 850       | 46,86        | 31 305      | 72,12       |  |
|                | André Beaudoin                 | FN             | 8 477        | 15,37        | 12 103      | 27,88       |  |
|                | Claude Laurent                 | PS (ADFP)      | 8 178        | 14,82        |             |             |  |
|                | Yves De Kisch                  | GÉ (EÉ)        | 4 218        | 7,65         |             |             |  |
|                | Jean-Pierre Lefaucheux         | PCF            | 4 168        | 7,56         |             |             |  |
|                | Dominique Ernst                | LT-LNÉ         | 2 274        | 4,12         |             |             |  |
|                | Patrick Lamiable               | LO             | 1 562        | 2,83         |             |             |  |
|                | Avelin Castello                | LCR            | 440          | 0,8          |             |             |  |
|                |                                |                |              |              |             |             |  |
| Inscrits       | Inscrits                       | Inscrits       | 80 018       | 100,00       | 80 007      | 100,00      |  |
| Abstentions    | Abstentions                    | Abstentions    | 21 718       | 27,14        | 26 794      | 33,49       |  |
| Votants        | Votants                        | Votants        | 58 300       | 72,86        | 53 213      | 66,51       |  |
| Blancs et nuls | Blancs et nuls                 | Blancs et nuls | 3 133        | 5,37         | 9 805       | 18,43       |  |
| Exprimés       | Exprimés                       | Exprimés       | 55 167       | 94,63        | 43 408      | 81,57       |  |

Le suppléant de Jean-Paul Charié était Pierre Bauchet.

### Élections de 1997
| Candidat       | Candidat                       | Parti          | Premier tour | Premier tour | Second tour | Second tour |  |
| Candidat       | Candidat                       | Parti          | Voix         | %            | Voix        | %           |  |
| -------------- | ------------------------------ | -------------- | ------------ | ------------ | ----------- | ----------- |  |
|                | Jean-Paul Charié sortant réélu | RPR            | 19 369       | 35,85        | 29 864      | 54,4        |  |
|                | Chantal Cornier-Estève         | PS             | 12 005       | 22,22        | 25 030      | 45,6        |  |
|                | Bernard Chauvet                | FN             | 9 854        | 18,24        |             |             |  |
|                | Alain Romero                   | PCF            | 4 449        | 8,23         |             |             |  |
|                | Gautier Béranger               | LDI (CNIP)     | 2 273        | 4,21         |             |             |  |
|                | Patrick Lamiable               | LO             | 1 696        | 3,14         |             |             |  |
|                | Gérard Gascoin                 | Les Verts      | 1 507        | 2,79         |             |             |  |
|                | Marie-Françoise Guéreau        | GÉ             | 1 458        | 2,7          |             |             |  |
|                | Gertrude Rodin                 | MÉI            | 723          | 1,34         |             |             |  |
|                | Alain Gillard                  | PT             | 692          | 1,28         |             |             |  |
|                |                                |                |              |              |             |             |  |
| Inscrits       | Inscrits                       | Inscrits       | 80 537       | 100,00       | 80 527      | 100,00      |  |
| Abstentions    | Abstentions                    | Abstentions    | 23 549       | 29,24        | 21 813      | 27,09       |  |
| Votants        | Votants                        | Votants        | 56 988       | 70,76        | 58 714      | 72,91       |  |
| Blancs et nuls | Blancs et nuls                 | Blancs et nuls | 2 962        | 5,2          | 3 820       | 6,51        |  |
| Exprimés       | Exprimés                       | Exprimés       | 54 026       | 94,8         | 54 894      | 93,49       |  |

Le suppléant de Jean-Paul Charié était Pierre Bauchet, maire de Fleury-les-Aubrais.

### Élections de 2002
| Candidat       | Candidat                       | Parti            | Premier tour | Premier tour | Second tour | Second tour |  |
| Candidat       | Candidat                       | Parti            | Voix         | %            | Voix        | %           |  |
| -------------- | ------------------------------ | ---------------- | ------------ | ------------ | ----------- | ----------- |  |
|                | Jean-Paul Charié sortant réélu | UMP              | 25 706       | 47,02        | 30 634      | 63,74       |  |
|                | Carole Cannette                | PS               | 12 436       | 22,75        | 17 424      | 36,26       |  |
|                | Jeannine Davi                  | FN               | 8 273        | 15,13        |             |             |  |
|                | Olivier Corre                  | CPNT             | 1 928        | 3,53         |             |             |  |
|                | Martine Brionne                | PCF              | 1 808        | 3,31         |             |             |  |
|                | Sylvie Flogny                  | LT-LNÉ           | 1 585        | 2,9          |             |             |  |
|                | Patrick Lamiable               | LO               | 1 193        | 2,18         |             |             |  |
|                | Alain Lebaube                  | MNR              | 786          | 1,44         |             |             |  |
|                | Béatrice Doat                  | MPF              | 559          | 1,02         |             |             |  |
|                | Alain Gillard                  | PT               | 391          | 0,72         |             |             |  |
|                | Marcelle Boucherie             | Pôle républicain | 0            | 0            |             |             |  |
|                |                                |                  |              |              |             |             |  |
| Inscrits       | Inscrits                       | Inscrits         | 83 704       | 100,00       | 83 676      | 100,00      |  |
| Abstentions    | Abstentions                    | Abstentions      | 27 772       | 33,18        | 33 307      | 39,8        |  |
| Votants        | Votants                        | Votants          | 55 932       | 66,82        | 50 369      | 60,2        |  |
| Blancs et nuls | Blancs et nuls                 | Blancs et nuls   | 1 267        | 2,27         | 2 311       | 4,59        |  |
| Exprimés       | Exprimés                       | Exprimés         | 54 665       | 97,73        | 48 058      | 95,41       |  |

Le suppléant de Jean-Paul Charié était Pierre Bauchet, maire de Fleury-les-Aubrais.

### Élections de 2007
| Candidat       | Candidat                         | Parti          | Premier tour | Premier tour | Second tour | Second tour |  |
| Candidat       | Candidat                         | Parti          | Voix         | %            | Voix        | %           |  |
| -------------- | -------------------------------- | -------------- | ------------ | ------------ | ----------- | ----------- |  |
|                | Jean-Paul Charié sortant réélu   | UMP            | 25 727       | 47,42        | 29 423      | 58,91       |  |
|                | Carole Cannette                  | PS             | 11 795       | 21,74        | 20 520      | 41,09       |  |
|                | Hortense Harang                  | UDF–MoDem      | 4 906        | 9,04         |             |             |  |
|                | Véronique Jamet                  | FN             | 3 853        | 7,1          |             |             |  |
|                | Emmanuelle Breton                | PCF            | 1 709        | 3,15         |             |             |  |
|                | Marie-Thérèse Noël               | Les Verts      | 1 216        | 2,24         |             |             |  |
|                | Sylvie Bigot                     | LCR            | 1 103        | 2,03         |             |             |  |
|                | Nadine Lacrampe-Cuyaubere-Flieut | CPNT           | 999          | 1,84         |             |             |  |
|                | Thierry Vasseur                  | MPF            | 971          | 1,79         |             |             |  |
|                | Olivier Garcin                   | LT-LNÉ         | 640          | 1,18         |             |             |  |
|                | Patrick Lamiable                 | LO             | 602          | 1,11         |             |             |  |
|                | Daniel Prévoteaux                | Divers         | 367          | 0,68         |             |             |  |
|                | Aurélie Josse                    | MNR            | 363          | 0,67         |             |             |  |
|                |                                  |                |              |              |             |             |  |
| Inscrits       | Inscrits                         | Inscrits       | 89 807       | 100,00       | 89 799      | 100,00      |  |
| Abstentions    | Abstentions                      | Abstentions    | 34 484       | 38,4         | 37 972      | 42,29       |  |
| Votants        | Votants                          | Votants        | 55 323       | 61,6         | 51 827      | 57,71       |  |
| Blancs et nuls | Blancs et nuls                   | Blancs et nuls | 1 072        | 1,94         | 1 884       | 3,64        |  |
| Exprimés       | Exprimés                         | Exprimés       | 54 251       | 98,06        | 49 943      | 96,36       |  |

### Élections de 2012
| Candidat       | Candidat                        | Parti          | Premier tour | Premier tour | Second tour | Second tour |  |
| Candidat       | Candidat                        | Parti          | Voix         | %            | Voix        | %           |  |
| -------------- | ------------------------------- | -------------- | ------------ | ------------ | ----------- | ----------- |  |
|                | Marianne Dubois sortante réélue | UMP            | 14 609       | 34,50        | 21 627      | 53,82       |  |
|                | Carole Cannette                 | PS             | 13 751       | 32,47        | 18 556      | 46,18       |  |
|                | Jeanne Beaulier                 | RBM (FN)       | 8 675        | 20,48        |             |             |  |
|                | Karine Percheron                | FG (PCF)       | 1 965        | 4,64         |             |             |  |
|                | Arlette Gounot                  | CpF (MoDem)    | 710          | 1,68         |             |             |  |
|                | Valéry Van Batten               | PDF            | 502          | 1,19         |             |             |  |
|                | Huguette Desbois                | DLR            | 387          | 0,91         |             |             |  |
|                | Dominique Claisse               | AÉI            | 386          | 0,91         |             |             |  |
|                | Monique Lemoine                 | Divers         | 374          | 0,88         |             |             |  |
|                | Thomas Hecquet                  | MÉI            | 291          | 0,69         |             |             |  |
|                | Céline Sottejeau                | LO             | 221          | 0,52         |             |             |  |
|                | Chantal Thabourin               | NPA            | 189          | 0,45         |             |             |  |
|                | Aliette Kuntz                   | MPF            | 161          | 0,38         |             |             |  |
|                | Pierre de Freitas               | POI            | 128          | 0,30         |             |             |  |
|                |                                 |                |              |              |             |             |  |
| Inscrits       | Inscrits                        | Inscrits       | 72 691       | 100,00       | 72 691      | 100,00      |  |
| Abstentions    | Abstentions                     | Abstentions    | 29 624       | 40,75        | 31 035      | 42,69       |  |
| Votants        | Votants                         | Votants        | 43 067       | 59,25        | 41 656      | 57,31       |  |
| Blancs et nuls | Blancs et nuls                  | Blancs et nuls | 718          | 1,67         | 1 473       | 3,54        |  |
| Exprimés       | Exprimés                        | Exprimés       | 42 349       | 98,33        | 40 183      | 96,46       |  |

### Élections de 2017
Député sortant : Marianne Dubois (Les Républicains).
|                                                                         |                                                                                            |                           |                           |                          |                          |
|                                                                         |                                                                                            | Premier tour 11 juin 2017 | Premier tour 11 juin 2017 | Second tour 18 juin 2017 | Second tour 18 juin 2017 |
|                                                                         |                                                                                            |                           |                           |                          |                          |
|                                                                         |                                                                                            | Nombre                    | % des inscrits            | Nombre                   | % des inscrits           |
| Inscrits                                                                | Inscrits                                                                                   | 74 550                    | 100,00                    | 74 554                   | 100,00                   |
| Abstentions                                                             | Abstentions                                                                                | 38 062                    | 51,06                     | 43 043                   | 57,73                    |
| Votants                                                                 | Votants                                                                                    | 36 488                    | 48,94                     | 31 511                   | 42,27                    |
|                                                                         |                                                                                            |                           | % des votants             |                          | % des votants            |
| Bulletins blancs                                                        | Bulletins blancs                                                                           | 624                       | 1,71                      | 2 339                    | 7,42                     |
| Bulletins nuls                                                          | Bulletins nuls                                                                             | 217                       | 0,59                      | 1 020                    | 3,24                     |
| Suffrages exprimés                                                      | Suffrages exprimés                                                                         | 35 647                    | 97,70                     | 28 152                   | 89,34                    |
|                                                                         |                                                                                            |                           |                           |                          |                          |
| Candidat Étiquette politique (partis et alliances)                      | Candidat Étiquette politique (partis et alliances)                                         | Voix                      | % des exprimés            | Voix                     | % des exprimés           |
|                                                                         |                                                                                            |                           |                           |                          |                          |
|                                                                         | David Simonnet La République en marche !                                                   | 10 640                    | 29,85                     | 14 032                   | 49,84                    |
|                                                                         | Marianne Dubois (députée sortante) Les Républicains (Union des démocrates et indépendants) | 8 414                     | 23,60                     | 14 120                   | 50,16                    |
|                                                                         | Jeanne Beaulier Front national                                                             | 6 784                     | 19,03                     |                          |                          |
|                                                                         | Marie Agam La France insoumise                                                             | 3 311                     | 9,29                      |                          |                          |
|                                                                         | Thierry Stromboni Parti socialiste                                                         | 1 697                     | 4,76                      |                          |                          |
|                                                                         | Benoît Varin Europe Écologie Les Verts                                                     | 1 250                     | 3,51                      |                          |                          |
|                                                                         | Nicolas Sanson Divers                                                                      | 1 204                     | 3,38                      |                          |                          |
|                                                                         | Frédéric Malmartel Debout la France                                                        | 766                       | 2,15                      |                          |                          |
|                                                                         | Estelle Calzada Parti communiste français                                                  | 574                       | 1,61                      |                          |                          |
|                                                                         | Abdessamad Mabrouk Divers                                                                  | 450                       | 1,26                      |                          |                          |
|                                                                         | Céline Sottejeau Lutte ouvrière                                                            | 323                       | 0,91                      |                          |                          |
|                                                                         | Louise Dupraz Divers (Union populaire républicaine)                                        | 234                       | 0,66                      |                          |                          |
|                                                                         | Cécile Daire Divers droite (577-Les Indépendants)                                          | 0                         | 0,00                      |                          |                          |
|                                                                         | Denis Brunette Divers droite                                                               | 0                         | 0,00                      |                          |                          |
|                                                                         | Nathalie Moury Divers droite                                                               | 0                         | 0,00                      |                          |                          |
| Source : Ministère de l'Intérieur - Cinquième circonscription du Loiret |                                                                                            |                           |                           |                          |                          |

### Élections de 2022
Les élections législatives françaises de 2022 se déroulent les dimanches 12 et 19 juin 2022.
Cette élection fait l'objet d'une contestation devant le conseil constitutionnel de la part de Valentin Manent, le 20 janvier 2023 le conseil confirme le résultat du scrutin mais modifie le nombre de voix obtenus, Manent gagnant une voix et passant de 15 736 à 15 737 voix et Brosse en perdant sept, passant de 15 747 à 15 740 .
| Résultats des élections législatives des 12 et 19 juin 2022 de la 5e circonscription du Loiret |                          |                          |              |              |             |             |
| Candidat                                                                                       | Candidat                 | Parti et coalition       | Premier tour | Premier tour | Second tour | Second tour |
| Candidat                                                                                       | Candidat                 | Parti et coalition       | Voix         | %            | Voix        | %           |
|                                                                                                | Valentin Manent          | RN                       | 9 741        | 27,87        | 15 737      | 49,98       |
|                                                                                                | Anthony Brosse           | LREM (Ens)               | 7 597        | 21,74        | 15 740      | 50,02       |
|                                                                                                | Florence Chabirand       | LFI (NUPES)              | 6 594        | 18,87        |             |             |
|                                                                                                | Maxime Buizard           | LR                       | 6 520        | 18,66        |             |             |
|                                                                                                | Thierry Barjonet         | DVD                      | 1 745        | 4,99         |             |             |
|                                                                                                | Eric De Nas de Tourris   | REC                      | 1 330        | 3,81         |             |             |
|                                                                                                | Laurent Molliere         | PA                       | 654          | 1,87         |             |             |
|                                                                                                | Céline Sottejeau         | LO                       | 436          | 1,25         |             |             |
|                                                                                                | Laurent Thébaut          | POID                     | 330          | 0,94         |             |             |
| Votes valides                                                                                  | Votes valides            | Votes valides            | 34 947       | 97,77        | 31 483      | 91,74       |
| Votes blancs                                                                                   | Votes blancs             | Votes blancs             | 585          | 1,64         | 2 155       | 6,28        |
| Votes nuls                                                                                     | Votes nuls               | Votes nuls               | 212          | 0,59         | 680         | 1,98        |
| Total                                                                                          | Total                    | Total                    | 35 744       | 100          | 34 318      | 100         |
| Abstention                                                                                     | Abstention               | Abstention               | 37 920       | 51,48        | 39 363      | 53,42       |
| Inscrits / participation                                                                       | Inscrits / participation | Inscrits / participation | 73 664       | 48,52        | 73 681      | 46,58       |

### Élections de 2024
| Candidat                 | Candidat                 | Parti et coalition       | Nuance                   | Premier tour | Premier tour | Second tour | Second tour |
| Candidat                 | Candidat                 | Parti et coalition       | Nuance                   | Voix         | %            | Voix        | %           |
| ------------------------ | ------------------------ | ------------------------ | ------------------------ | ------------ | ------------ | ----------- | ----------- |
|                          | Jean-Lin Lacapelle       | RN                       | RN                       | 20 893       | 43,37        | 23 335      | 49,30       |
|                          | Anthony Brosse           | RE (ENS)                 | ENS                      | 10 604       | 22,01        | 23 999      | 50,70       |
|                          | Anne-Laure Boutet        | LFI (NFP)                | UG                       | 9 524        | 19,77        | Retrait     | Retrait     |
|                          | Benjamin Quelin          | LR (UDC)                 | DVD                      | 4 817        | 10,00        |             |             |
|                          | Christine Biardeau       | LMPA (TUPV)              | DIV                      | 1 259        | 2,61         |             |             |
|                          | Martine Robert           | REC                      | REC                      | 651          | 1,35         |             |             |
|                          | Céline Sottejeau         | LO                       | EXG                      | 429          | 0,89         |             |             |
|                          |                          |                          |                          |              |              |             |             |
| Suffrages exprimés       | Suffrages exprimés       | Suffrages exprimés       | Suffrages exprimés       | 48 177       | 97,65        | 47 334      | 95,49       |
| Votes blancs             | Votes blancs             | Votes blancs             | Votes blancs             | 793          | 1,61         | 1 675       | 3,38        |
| Votes nuls               | Votes nuls               | Votes nuls               | Votes nuls               | 365          | 0,74         | 562         | 1,13        |
| Total                    | Total                    | Total                    | Total                    | 49 335       | 100          | 49 571      | 100         |
| Abstention               | Abstention               | Abstention               | Abstention               | 24 246       | 32,95        | 24 034      | 32,65       |
| Inscrits / participation | Inscrits / participation | Inscrits / participation | Inscrits / participation | 73 581       | 67,05        | 73 605      | 67,35       |